# 부 (악기)
부(缶)는 한국의 전통 무율 타악기이다. 토부악기·몸울림악기· 아악기로 분류된다. 진흙으로 구운 질화로 모양의 그릇을 대나무를 갈라 만든 견죽이라는 채로 쳐서 소리낸다. 문묘제례악에 쓰이는 매우 보기 드문 악기이다. 중국에서 상고시대부터 쓰던 악기로 한국에는 언제 들어왔는지 모르나 조선 세종 때 박연이 전에 있던 것을 바로 잡은 기록이 있다. 예전에는 각각 여러 음을 내는 제도가 있었으나 지금은 한 개만 쓰며 음높이에 관여하지 않는다.